# Salwin
Salwin – imię męskie pochodzenia hebrajskiego oznaczające człowieka pełnego pokoju, spokojnego.
Forma żeńska: Salwina.
Salwin imieniny obchodzi 12 października.
Zobacz też: Salwiusz